# Sergej Aleksandrovič Menšikov
Principe Sergej Aleksandrovič Menšikov, in russo Сергей Александрович Меншиков? (4 settembre 1746 – Mosca, 12 aprile 1815), è stato un nobile e ufficiale russo.

## Biografia
Era il secondogenito del generale in capo, il principe Aleksandr Aleksandrovič Menšikov (1714-1764), e di sua moglie, la principessa Elizaveta Petrovna Golicyna (1721-1764), figlia del senatore, il principe Pëtr Alekseevič Golicyn.

## Carriera
Nel 1762 divenne tenente del Reggimento Preobraženskij. Partecipò alla guerra russo-turca con il grado di tenente colonnello. Alla fine della guerra venne promosso al grado di colonnello.
Nel 1778, venne nominato aiutante di campo, carica che mantenne fino al 1790, anche se nello stesso 1778 è stato promosso a maggior generale, e il 22 settembre 1786 è stato promosso a tenente generale. Egli è, poi, nominato senatore. Il 17 dicembre 1797 l'imperatore Paolo I lo nominò consigliere della corona e nel 1801 è andato in pensione con il grado di consigliere segreto.

## Matrimonio
Sposò Ekaterina Nikolaevna Golicyna (14 novembre 1764-7 novembre 1832), figlia del principe Nikolaj Michajlovič Golicyn. Ebbero quattro figli:
- Aleksandr Sergeevič (1787-1869);
- Nikolaj Sergeevič (1790-1863);
- Elizaveta Sergeevna (1791-1802);
- Ekaterina Sergeevna (1794-1835), sposò il principe Andrej Pavlovič Gagarin, ebbero sei figli.

Ekaterina, secondo i contemporanei, era molto carina ed era conosciuta per la sua vicinanza al famoso conte Armfeldt, un amico del re Gustavo III, così come al conte Ivan Kirillovič Razumovskij.

## Morte
Morì il 12 aprile 1815 ed è sepolto nel Monastero Donskoj a Mosca.